# Hypoleria
Hypoleria är ett släkte av fjärilar. Hypoleria ingår i familjen praktfjärilar.

## Bildgalleri

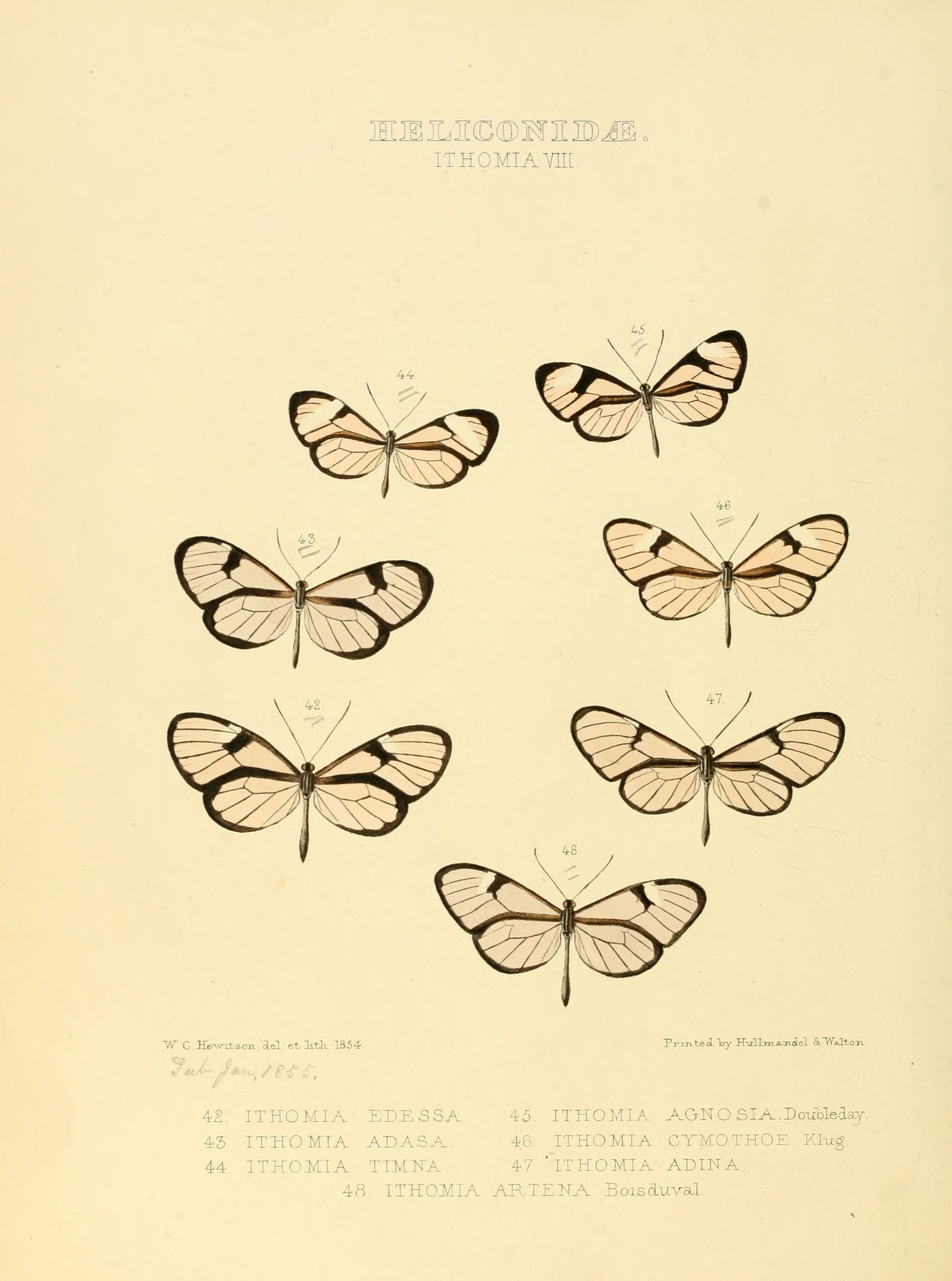
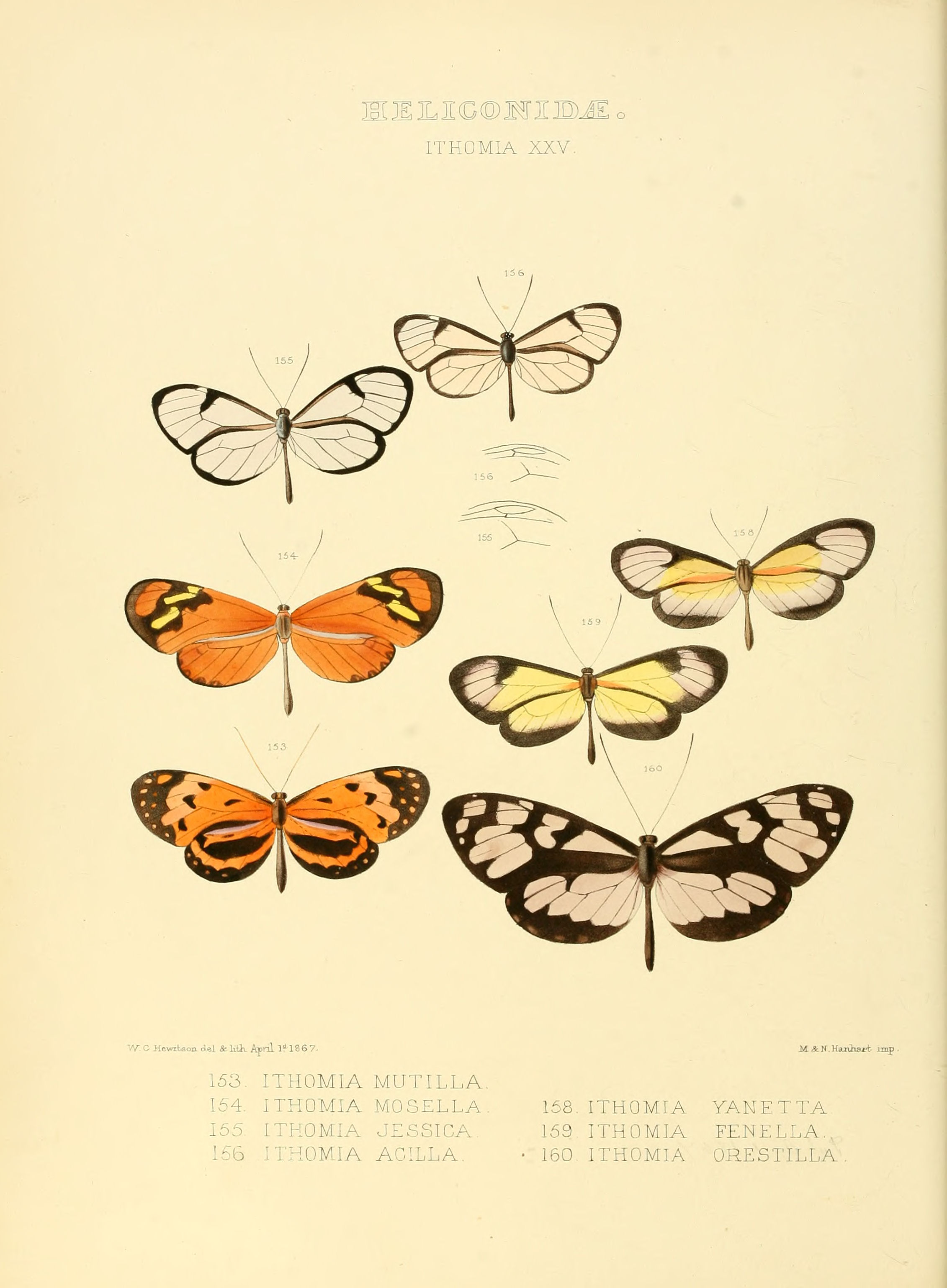
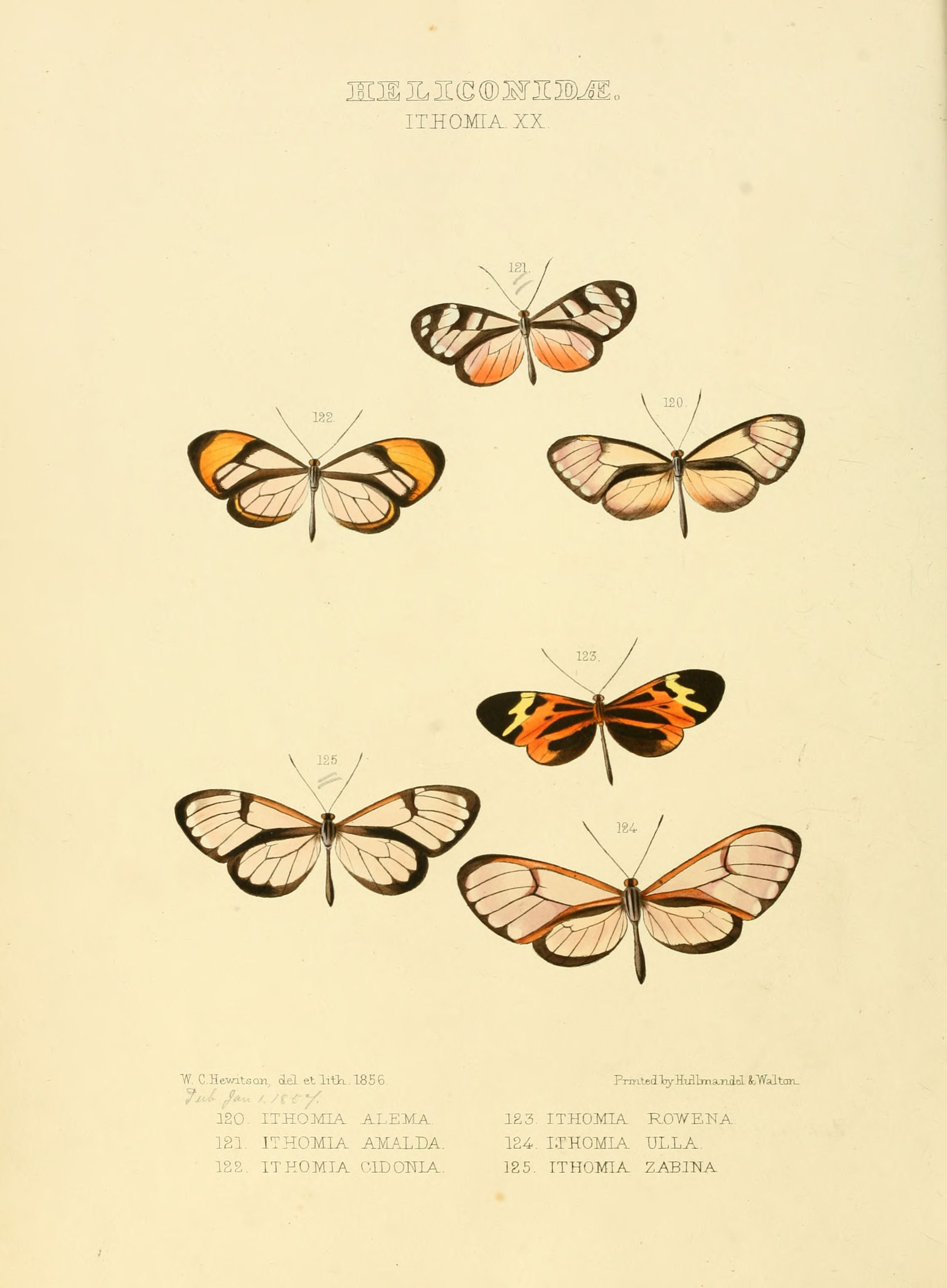
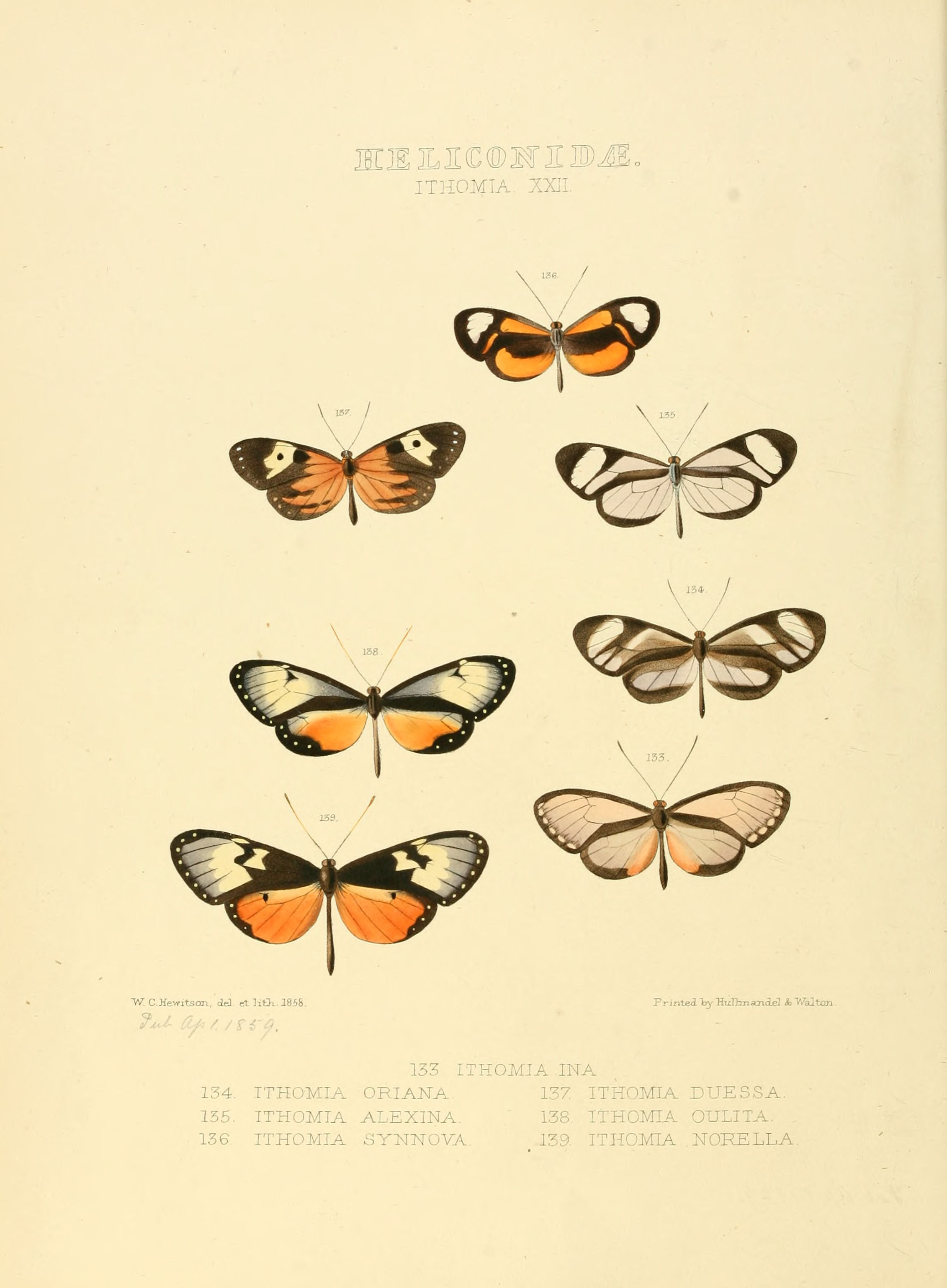
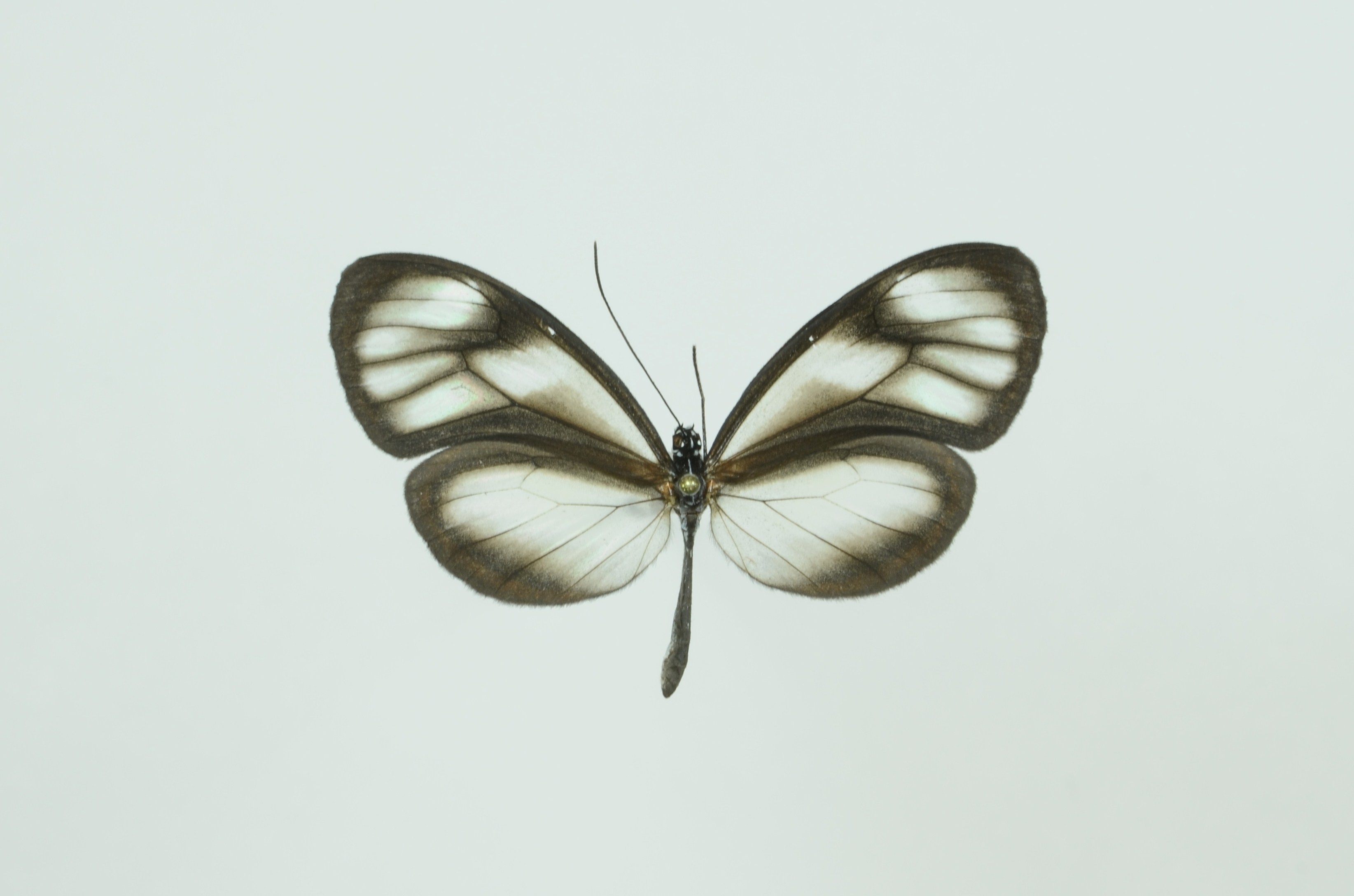
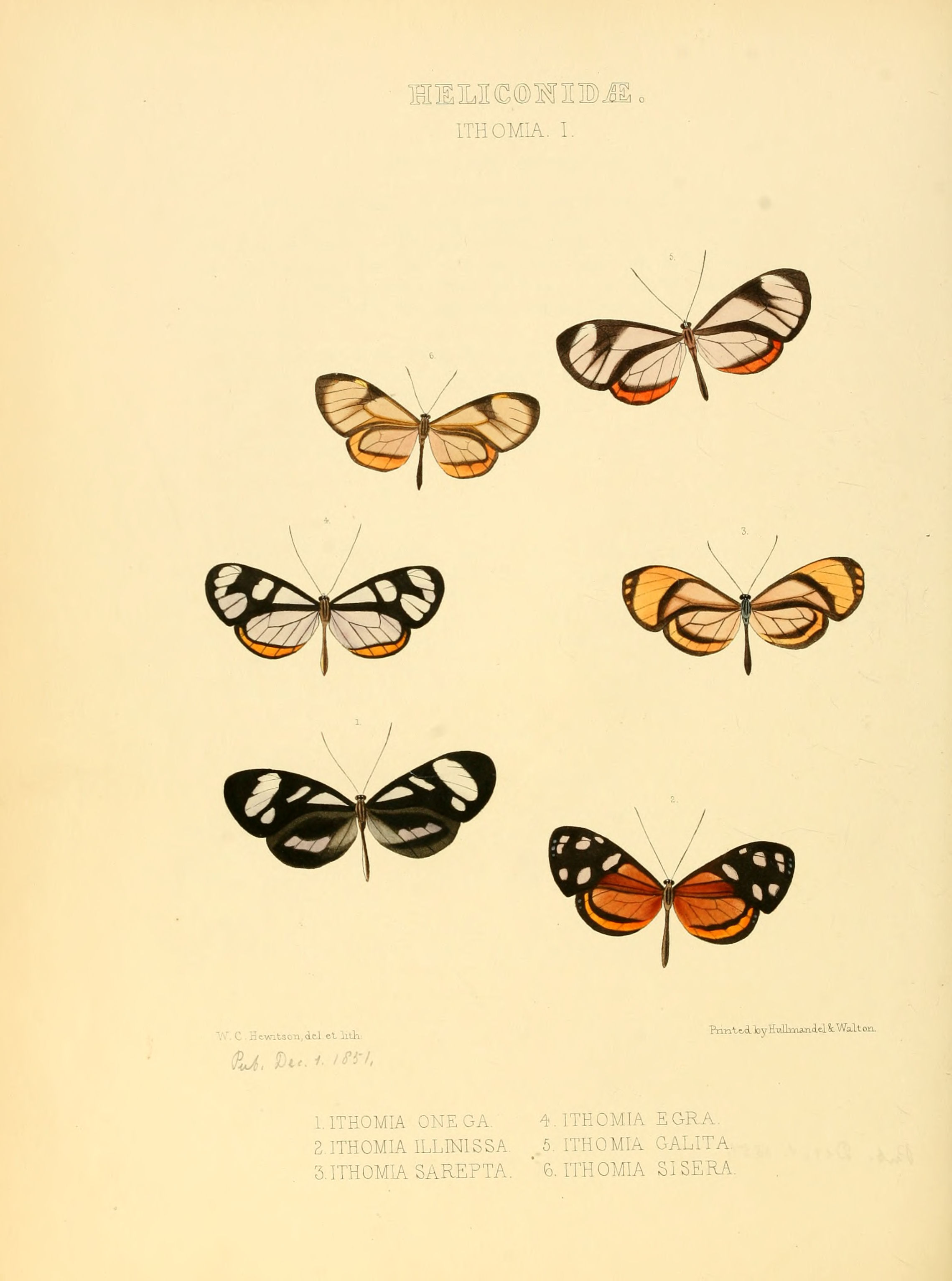

## Dottertaxa tillHypoleria, i alfabetisk ordning[1]
- Hypoleria acilla
- Hypoleria adasa
- Hypoleria adornata
- Hypoleria alemanicus
- Hypoleria arzalia
- Hypoleria aureliana
- Hypoleria brevicula
- Hypoleria cajona
- Hypoleria cassotis
- Hypoleria chresta
- Hypoleria chrysodonia
- Hypoleria cidonia
- Hypoleria cleriodes
- Hypoleria coenina
- Hypoleria collenettei
- Hypoleria consimilis
- Hypoleria cymo
- Hypoleria daguana
- Hypoleria emyra
- Hypoleria exornata
- Hypoleria fallens
- Hypoleria famina
- Hypoleria fausta
- Hypoleria fumosa
- Hypoleria funerula
- Hypoleria galita
- Hypoleria garleppi
- Hypoleria gephira
- Hypoleria goiana
- Hypoleria hyalinus
- Hypoleria ina
- Hypoleria indecora
- Hypoleria iquitina
- Hypoleria jamariensis
- Hypoleria jaruensis
- Hypoleria jessica
- Hypoleria karschi
- Hypoleria lavinia
- Hypoleria liberia
- Hypoleria macasana
- Hypoleria meridana
- Hypoleria mirza
- Hypoleria mulviana
- Hypoleria negrina
- Hypoleria novaesi
- Hypoleria ocalea
- Hypoleria oculata
- Hypoleria oncidia
- Hypoleria oreas
- Hypoleria oriana
- Hypoleria orianula
- Hypoleria orolina
- Hypoleria parcilimbata
- Hypoleria plisthenes
- Hypoleria proxima
- Hypoleria quadrona
- Hypoleria rhene
- Hypoleria riffarthi
- Hypoleria romani
- Hypoleria ryphaeano
- Hypoleria sanbernardi
- Hypoleria santiagona
- Hypoleria sedusa
- Hypoleria sylphis
- Hypoleria tenera
- Hypoleria trombona
- Hypoleria typhaena
- Hypoleria umbraticola
- Hypoleria wana
- Hypoleria vanilia
- Hypoleria veronica
- Hypoleria virginia
- Hypoleria xenophis
- Hypoleria yawara